# Body Count
Body Count (с англ. — «Число убитых») — американская рэп-метал-группа, основанная в Лос-Анджелесе, Калифорния, в 1990 году. Коллектив возглавляет Ice-T, который сначала зарекомендовал себя как рэпер, но вместе с ведущим гитаристом Эрни Си основал группу из-за их интереса к хэви-метал музыке. Ice-T выступает в качестве вокалиста и автора текстов для большинства песен Body Count, в то время как Эрни Си отвечает за создание музыки.
Одноименный дебютный альбом Body Count был выпущен на Sire Records в 1992 году и привлёк большое внимание из-за жарких споров вокруг песни «Cop Killer». Лейбл Sire Records и их компания-учредитель Warner Bros. Records защищали песню, однако Ice-T в итоге решил убрать её из альбома, потому что чувствовал, что этот скандал затмил саму музыку. В следующем году группа покинула Sire Records, и с тех пор они выпустили ещё шесть альбомов. В 2020 году коллектив получил премию «Грэмми» в категории «Лучшее метал-исполнение» за песню «Bum-Rush» с альбома Carnivore.
Трое из первоначальных шести участников группы уже скончались: Ди-Рок умер от лимфомы, Beatmaster V от лейкемии, а Музмэн был расстрелян из проезжающего автомобиля. Текущий состав Body Count включает в себя вокалиста Ice-T, гитаристов Эрни Си и Juan of the Dead, басиста Винсента Прайса, барабанщика Уилла "Ill Will" Дорси-младшего и бэк-вокалистов Шона И Шона и Little Ice, последний из которых — сын Ice-Т.

## История

### Формирование (1990–1991)
Интерес Ice-T к хэви-металу возник из-за того, что он в детстве жил в одной комнате со своим кузеном Эрлом, который был поклонником рок-музыки и единственное, что он слушал — это местные рок-станции. Ice-T особенно понравился хэви-метал, и позже он называл группу Эдгара Винтера, Led Zeppelin и Black Sabbath своими любимыми группами. Ice-T посещал среднюю школу Crenshaw High School, где его интерес к жанру разделяли несколько одноклассников, в том числе музыканты Эрни Си, Ди-Рок the Executioner, Beatmaster V и Музмэн. Ice-T начал сольную карьеру как рэпер, а позже решил вместе с друзьями сформировать Body Count.
Ice-T написал музыку и тексты в соавторстве с ведущим гитаристом Эрни Си и взял на себя обязанности ведущего вокалиста, хотя чувствовал, что у него далеко не выдающиеся вокальные данные. Первоначальный состав состоял из Музмэна на бас-гитаре, Beatmaster V на барабанах и Ди-Рока на ритм-гитаре.

### Концертные туры и дебютный альбом (1991–1992)
Ice-T впервые представил группу на фестивале Lollapalooza в 1991 году, посвятив половину своего сета хип-хоп-песням, а другую половину — песням Body Count, что повысило его привлекательность как среди поклонников альтернативной музыки, так и среди подростков из среднего класса. Некоторые считали выступления Body Count главным событием тура. Группа впервые появилась на сольном альбоме Ice-T 1991 года O.G. Original Gangster. Песне «Body Count» предшествовало устное вступление, в котором Ice-T отвечает на обвинения в том, что он «продался», включив элементы рока в свои рэп-альбомы, указав, что рок-музыка возникла от афроамериканских исполнителей, таких как Чак Берри, Бо Диддли и Литл Ричард, в дополнение к своему заявлению о том, что «для меня музыка есть музыка. Я не смотрю на нее как на рок, R&B или всё такое. Я просто рассматриваю её как музыку […] Я занимаюсь тем, что мне нравится, и так случилось, что мне нравится рок-н-ролл, и мне жаль всех, кто слушает только одну форму музыки».
Одноименный дебютный альбом Body Count был выпущен на лейбле Sire/Warner Records 31 марта 1992 года. Благодаря этому альбому Body Count гастролировали по всему миру и приобрели множество поклонников. Когда группа выступала в Милане, некоторые панки в толпе начали плевать в Эрни Си. Ice-T попытался успокоить толпу, сказав им не плеваться, но плевки продолжились. Когда группа готовилась сыграть «Cop Killer», Ice-T опознал в толпе того, кто плюнул в его сторону и в ответ прыгнул в толпу и ударил обидчика. Когда группа уже начала играть, некоторые из зрителей начали драться с Ice-T. Body Count сбежали от разъярённой толпы в середине песни, и промоутер немедленно завершил концерт.
Возле концертного зала разгневанные зрители разгромили автобус группы. Группа остановила такси, но водитель покинул машину, как только толпа окружила такси, и промоутер, представлявший Body Count, угнал такси, чтобы музыканты смогли скрыться. Они остановили другое такси, но водитель попытался отвезти их обратно к месту проведения мероприятия, пока группа не начала кричать ему, чтобы тот отвез их в отель. Инцидент стал предметом многочисленных споров и освещался итальянским телевидением. Группа пришла на миланскую радиостанцию, где ведущий музыкальной программы сказал своей аудитории: «Некоторые клоуны пытались испортить их концерт. Мы должны быть разгневаны на них за это. Ice-T — гость в нашей стране, мы пригласили его отыграть все эти шоу, на которые заранее были раскуплены все билеты, и мы любим его!». Несколько итальянских фанатов извинились за поведение миланской публики.

### Скандал вокруг песни «Cop Killer»
Песня «Cop Killer» (с англ. — «Убийца копов»), написанная с целью критики коррумпированных полицейских, вызвала ожесточённые споры, так как была воспринята как выпад на всю полицию. Согласно Ice-T: «Я думал, что я в безопасности. Я думал, что в мире рок-н-ролла вы можете свободно писать то, что хотите. Черт, я слушал Talking Heads, поющих «Psycho Killer». Ну и похуй, я сделаю «Cop Killer»! Но это уже было пересечение метала с чем-то настоящим. Теперь мы не просто убиваем вашу семью, мы убиваем кого-то настолько реального, что все просто подумали: „вот дерьмо“».
Ассоциация полиции Далласа и Объединенная ассоциация правоохранительных органов Техаса начали кампанию, чтобы заставить Warner Bros. Records отозвать альбом из магазинов. В течение недели к ним присоединились полицейские организации по всей территории Соединённых Штатов. Некоторые критики утверждали, что песня может вызвать рост преступлений и насилия. Многие защищали песню на основании права группы на свободу слова. В книге The Ice Opinion: Who Gives a Fuck Ice-T писал, что «люди, у которых была площадка [для высказывания мнения], совсем не поддерживали меня в контексте Первой поправки. Не на это им следовало направлять весь свой гнев. Гнев должен был быть направлен обратно, в сторону полиции. […] Поскольку люди обратили внимание не на ту проблему, они смогли целиком повесить её на Warner Brothers».
В течение следующего месяца полемика вокруг группы росла. Вице-президент США Дэн Куэйл назвал «Cop Killer» «непристойной песней», а президент Джордж Буш-старший публично осудил любую звукозаписывающую компанию, которая бы выпустила такой продукт. На собрании акционеров WarnerMedia актер Чарлтон Хестон стоял и зачитывал изумленной публике текст песни «KKK Bitch» (с англ. — «Ку-клукс-клановая сука») и требовал от компании принять меры. Критика обострилась до такой степени, что руководители WarnerMedia стали получать угрозы убийства, а акционеров угрозами заставляли выйти из компании. Наконец, Ice-T решил убрать «Cop Killer» из альбома по собственному желанию. В одном из интервью Ice-T говорил: «я не хотел, чтобы о моей группе стереотипно думали, якобы это [«Cop Killer»] единственная причина, по которой пластинка была распродана. Это всё вышло из-под контроля, и я просто устал про это слушать. И я сказал: «В пизду всё это», я имею в виду, все говорят, что мы сделали это ради денег, а это совсем не так. Я выпустил запись, понимаете, давайте двигаться дальше, давайте вернемся к реальным проблемам, не к записи, а к копам, которые убивают людей».
«Cop Killer» была заменена обновлённой версией «Freedom of Speech», песней из сольного альбома Ice-T 1989 года The Iceberg/Freedom of Speech... Just Watch What You Say!. Песня была отредактирована и пересведена, чтобы придать ей более рок-ориентированное звучание. Ice-T покинул Warner Bros. Records в следующем году из-за разногласий по поводу своего сольного альбома Home Invasion, взяв с собой заодно и Body Count. Несмотря на разногласия, альбом получил некоторое признание критиков, в том числе отзывы от изданий Entertainment Weekly и The Village Voice, последнее из которых позже включило альбом в свой список «40 лучших альбомов 1992 года». Variety сообщило, что к 29 января 1993 года было продано 480 000 копий альбома. В 2017 году журнал Rolling Stone включил альбом Body Count в список 100 величайших метал-альбомов всех времён, поставив его на 90 место.

### Следующие альбомы:Born Dead,Violent DemiseиMurder 4 Hire(1993–2008)
В 1993 году Body Count записали кавер на песню «Hey Joe» для трибьют-альбома Джими Хендрикса Stone Free: A Tribute to Jimi Hendrix. Группа выпустила свой второй альбом Born Dead в 1994 году на Virgin Records. Перед записью третьего альбома Body Count Violent Demise: The Last Days (1997) басист Мусман покинул группу и был заменён Гризом. Барабанщик Beatmaster V умер от лейкемии вскоре после завершения альбома, и новый барабанщик по имени О.Т. занял его позицию. Позже группу покинул басист Гриз, а тем временем бывший басист Мусман был застрелен из проезжающей машины в феврале 2001 года после записи альбома и подготовки к новому турне с Игги Попом в его группе The Trolls. В конце 2004 года ритм-гитарист Ди-Рок умер из-за осложнений от лимфомы, после чего из первоначального состава остались только Ice-T и Эрни Си.
Ice-T заявил, что «для меня, честно говоря, после чего-то подобного вы можете либо остановиться, либо продолжить. […] Это было так эмоционально. Мы все вместе были посреди создания новой записи, а он уходит и умирает? Это было типа „черт!“ Однако вскоре все подумали: „Давай, давай, нужно доделать это“. Это был переломный момент. Ключевая сущность Body Count — это группа, состоящая из друзей. Речь идёт не о том, чтобы нанять лучшего барабанщика или лучшего гитариста. Если мы не знаем вас, вы не сможете быть в группе».
В июле 2006 года Body Count выпустили свой четвёртый альбом Murder 4 Hire на независимом лейбле Escapi Music. На обложке альбома, изображающей дядю Сэма, держащего картонную табличку с надписью «Убью за деньги», армия Соединенных Штатов сравнивается с наемными убийцами. Тогда в состав группы входили барабанщик О.Т., басист Винсент Прайс и ритм-гитарист Бендрикс. Затем группа взяла перерыв на пару лет. Что касалось будущего Body Count, Эрни Си заявлял: «Мы продолжим работу с группой. Я не знаю, будет ли это Body Count, но в той или иной форме мы с Ice всегда будем играть вместе».

### Перерыв, саундтрек кGears of War 3
Активность группы в период после 2009 года была нерегулярной: 6 сентября 2009 года Body Count выступили на вечеринке по случаю 15-летия тура Warped Tour в клубе Nokia в центре Лос-Анджелеса. Группа отыграла 20-минутный сет с каверами на Slayer и завершила его скандальной классикой «Cop Killer». Также в концерте учатствовали NOFX, Кэти Перри, Pennywise, Bad Religion и Rise Against. Майк Салливан из ExploreMusic успел взять интервью у Эрни Си на Warped Tour в 2010 году. Во время короткой беседы Эрни Си рассказал, что группа записывает свой пятый студийный альбом. Body Count написали эксклюзивную песню «The Gears of War» для видеоигры Gears of War 3 и исполнили её на вечеринке, рекламирующей игру.

### Возрождение:Manslaughter,BloodlustиCarnivore(с 2013)
9 декабря 2012 г. Ice-T объявил в Твиттере, что Body Count начнёт производство пятого студийного альбома в январе 2013 года. На следующий день Ice-T сообщил, что Body Count подписали контракт с Sumerian Records. Ice-T предположил, что альбом будет называться Rise! или Manslaughter. 10 мая 2013 года Ice-T объявил о начале работы над пятым студийным альбомом, который ы итоге получил название Manslaughter. Альбом был выпущен 10 июня 2014 года. 13 мая 2014 года Ice-T исполнил песню «Talk Shit, Get Shot» (с англ. — «Несёшь чушь, получаешь пулю») в качестве тизера к новому альбому.
Их шестой альбом под названием Bloodlust был выпущен в марте 2017 года на лейбле Century Media Records. 28 декабря 2016 года Ice T опубликовал в Twitter превью первого сингла «No Lives Matter». Макс Кавалера, Рэнди Блайт и Дэйв Мастейн подтвердили своё участие в записи альбома в качестве приглашённых музыкантов. После выпуска Bloodlust было подтверждено, что сын Ice T — Трейси Марроу-младший, он же Little Ice, — теперь входит в состав коллектива в должности бэк-вокалиста.
В мае 2018 года Ice-T сообщил Loudwire, что Body Count войдёт в студию примерно в сентябре того же года, для начала записи треков своего седьмого студийного альбома Carnivore (с англ. — «Плотоядный»). О значении названия альбома рэпер сказал: «По сути, это означает „Нахуй веганов“. Мы полагаем, что все плотоядные реально охренительные. Мы плотоядные! Я [на самом деле] не хочу сказать: „Нахуй веганов“. Все вокруг сейчас такие неженки, [и поэтому] мы плотоядные». В итоге запись началась в апреле 2019 года. Заглавный трек был выпущен в качестве первого сингла 13 декабря. Альбом был выпущен 6 марта 2020 года. 24 ноября было объявлено, что Body Count номинированы на премию «Грэмми» в категории лучшее метал-исполнение за песню «Bum-Rush». В конечном счёте, 14 марта 2021 года, группа выиграла «Грэмми» в этой номинации.

## Музыкальный стиль

### Тексты песен
Тексты Ice-T посвящены реальным темам, включая жизнь банд, так как он чувствовал, что это будет страшнее, чем вымышленная «хоррор» тематика большинства хэви-метал-групп. Третий альбом группы, Violent Demise: The Last Days, сопровождался обложкой с изображением жестов этих банд. По словам Ice-T: «Мы назвали группу Body Count, потому что каждое воскресенье вечером в Лос-Анджелесе я смотрел новости, и дикторы подсчитывали количество молодых людей, убитых в результате перестрелок банд на этой неделе, а затем просто переходили к спорту. „И это всё, чем я являюсь“ — подумал я, — „одним из числа убитых?“»
Когда был выпущен дебютный альбом группы, Ice-T назвал его «рок-альбомом с рэп-менталитетом». Как и в случае с хип-хоп-альбомами Ice-T, материал группы был сосредоточен на различных социальных и политических проблемах, и затрагивал многие темы, от жестокости полиции до злоупотребления наркотиками. Эрни Си говорил следующее: «Мы были просто группой, которая играла песни, которые мы знали, как писать. Все пишут о том, чему они научились в детстве, и мы не были исключением. Как Beach Boys поют о пляже, так и мы поем о том, как мы росли».
Хотя значительная часть текстов Body Count посвящены существующим проблемам, Ice-T отмечал, что он также считает Body Count «грайндхаусом», и что некоторые песни — это юмористическая гиперболизация насилия, он также ожидает, что фанаты смогут отличить несерьёзные темы от насущных.

### Музыка
Музыкальный стиль Body Count основан на мрачном, зловещем звучании традиционных хэви-метал групп, таких как Black Sabbath, трэш-метал-групп наподобие Slayer, а также агрессивности хардкор-панка. По словам Эрни Си: «Мы хотели стать большой панк-группой [...] Наша первая запись — это почти панк-запись». Считается, что присутствие рэпера в хэви-метал группе проложило путь для подъема рэп-метала и ню-метала, хотя Ice-T не использует речитатив в большинстве песен Body Count и считает свой коллектив исключительно рок-группой. По словам Эрни Си: «Многие рэперы хотят быть в рок-группе, но это нужно делать искренне. Нельзя просто взять кого-нибудь на гитару и думать, что это сработает. [...] Ice и я, с другой стороны, очень любим музыку, которую мы делали, и это было заметно сразу».

## Состав
| Текущий состав - Ice-T — ведущий вокал (1990–настоящее время) - Эрни Си — гитары, бэк-вокал (1990–настоящее время) - Шон И Шон — сэмплы, бэк-вокал (1990–2001, 2008–настоящее время) - Винсент Прайс — бас-гитара, бэк-вокал, эпизодичный ведущий вокал (2001–настоящее время) - Уилл "Ill Will" Дорси младший — ударные (2008–настоящее время) - Juan of the Dead — гитары, бэк-вокал (2013–настоящее время) - Little Ice — хайпмен, бэк-вокал (2016–настоящее время) | Бывшие участники - Beatmaster V — ударные (1990–1996; умер в 1996) - Музмэн — бас-гитара, бэк-вокал (1990–1996; убит в 2001) - Шон Э. Мак — хайпмен, бэк-вокал (1990–2001) - Ди-Рок Экзекутор — ритм-гитара, бэк-вокал (1990–2004; умер в 2004) - Джонатон Джеймс — ударные (1996) - Гриз — бас-гитара, бэк-вокал (1996–2001) - О. Т. — ударные (1996–2008) - Бендрикс — ритм-гитара, бэк-вокал (2004–2013) |

## Дискография

### Студийные альбомы
- Body Count (1992)
- Born Dead (1994)
- Violent Demise: The Last Days (1997)
- Murder 4 Hire (2006)
- Manslaughter (2014)
- Bloodlust (2017)
- Carnivore (2020)
- Merciless (2024)

### Синглы
- «There Goes the Neighborhood» (1992)
- «The Winner Loses» (1992)
- «Cop Killer» (1992)
- «Hey Joe» (1993)
- «Born Dead» (1994)
- «Necessary Evil» (1994)
- «Medley» (1994)
- «Truth or Death» (1997)
- «I Used to Love Her» (1997)
- «Back to Rehab» (2014)
- «Carnivore» (2019)
- «Bum-Rush» (2020)

## Видеография

### DVD-альбомы
- Murder 4 Hire (2004)
- Live in L.A. (2005)
- Smoke Out Festival Presents: Body Count (2005)

### Клипы
- The Winner Loses (1992)
- There Goes The Neighborhood (1992)
- Body Count's In The House (1992)
- Hey Joe (1993)
- Born Dead (1994)
- Necessary Evil (1994)
- Medley: Masters Of Revenge/Killin' Floor/Drive By/Street Lobotomy (1994)
- I Used To Love Her (1997)
- Relationships (2006)
- Talk Shit, Get Shot (2014)
- Institutionalized 2014 (2015)
- No Lives Matter (2017)
- Black Hoodie (2017)
- Here I Go Again (2017)
- Raining In Blood / Postmortem 2017 (2017)
- The Ski Mask Way (2017)
- This Is Why We Ride (2017)
- All Love is Lost (2018)
- Bum-Rush (2020)
- Point the Finger (2020)